# 阿尔宾·基青格
阿尔宾·基青格（德語：Albin Kitzinger，1912年2月1日—1970年8月6日），德国前男子足球运动员，场上位置是中场，1935年加入国家队。他曾代表德国国家队参加1938年国际足联世界杯，结果止步十六强。